# Andover, Ohio
Andover là một làng thuộc quận Ashtabula, tiểu bang Ohio, Hoa Kỳ. Năm 2010, dân số của làng này là 1145 người.

## Dân số
- Dân số năm 2000: 1269 người.
- Dân số năm 2010: 1145 người.